# Leichtathletik-Europameisterschaften 1986/Marathon der Männer

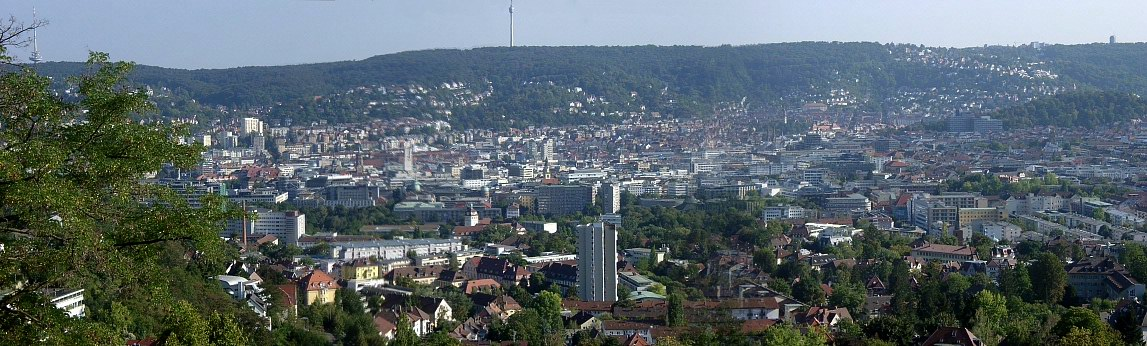
Blick auf Stuttgart vom Bismarckturm im Jahr 2004

Der Marathonlauf der Männer bei den Leichtathletik-Europameisterschaften 1986 fand am 30. August 1986 in Stuttgart, Bundesrepublik Deutschland, statt.
Es gab einen italienischen Doppelsieg. Europameister wurde Gelindo Bordin in 2:10:54 h vor Orlando Pizzolato. Der bundesdeutsche Läufer Herbert Steffny gewann die Bronzemedaille.

## Rekorde / Bestleistungen
Anmerkung:
Rekorde wurden damals im Marathonlauf und Straßengehen wegen der unterschiedlichen Streckenbeschaffenheiten mit Ausnahme von Meisterschaftsrekorden nicht geführt.

### Bestehende Bestmarken
| Weltbestzeit         | Carlos Lopes    | 2:07:12 h   | Rotterdam-Marathon 1985 | 20. April 1985    |
| Europabestzeit       | Carlos Lopes    | 2:07:12 h   | Rotterdam-Marathon 1985 | 20. April 1985    |
| Meisterschaftsrekord | Leonid Mossejew | 2:11:57,5 h | EM in Prag              | 3. September 1978 |

### Rekordverbesserung
Mit seiner Zeit von 2:10:54 h verbesserte der italienische Europameister Gelindo Bordin den bestehenden EM um 56 Sekunden. Zur Welt- und Europabestzeit fehlten ihm 4:42 min.

## Legende
Kurze Übersicht zur Bedeutung der Symbolik – so üblicherweise auch in sonstigen Veröffentlichungen verwendet:
| CR  | Championshiprekord                       |
| DNF | Wettkampf nicht beendet (did not finish) |

## Ergebnis

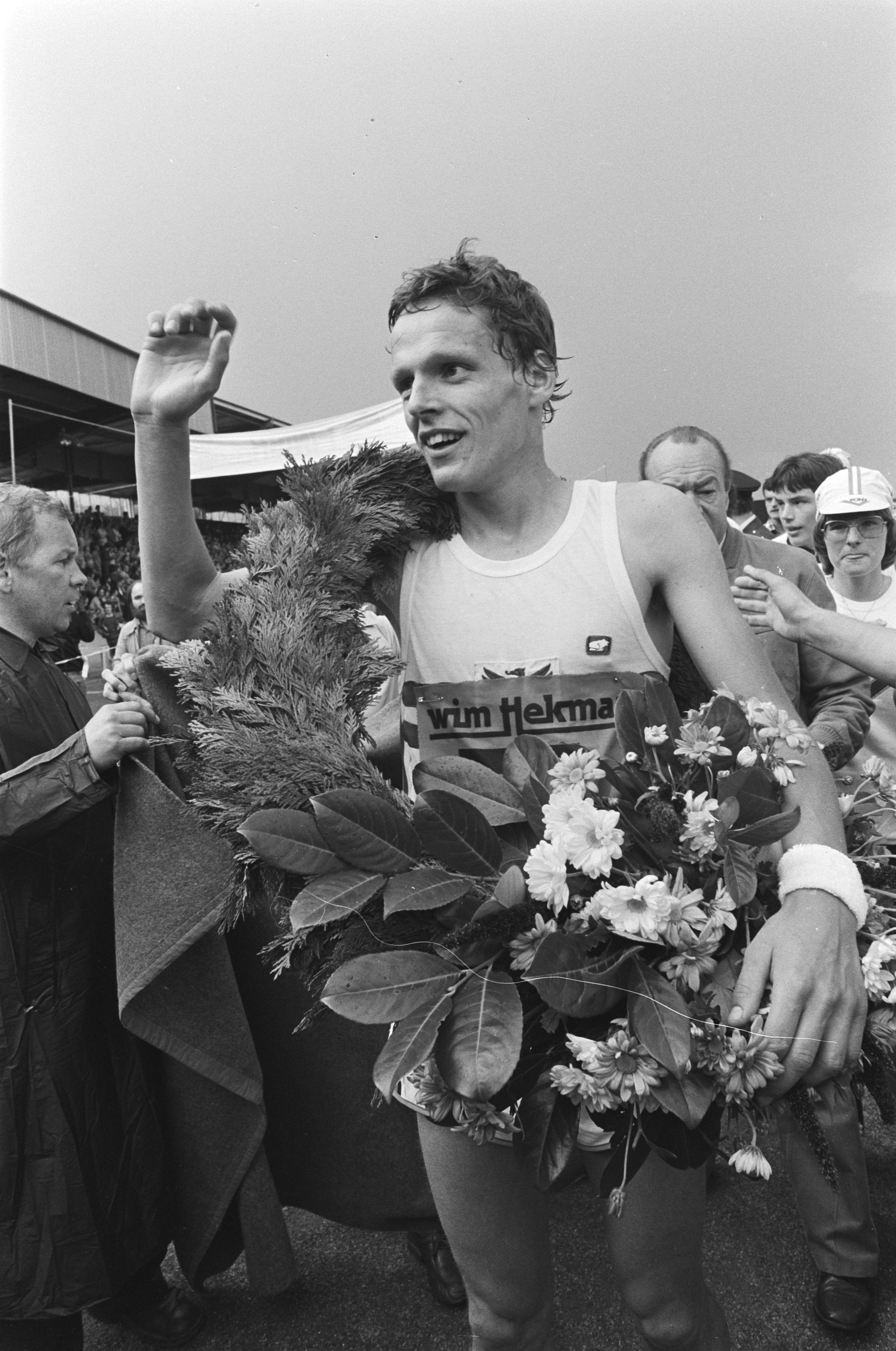
Gerard Nijboer, Niederlande – Platz sechs
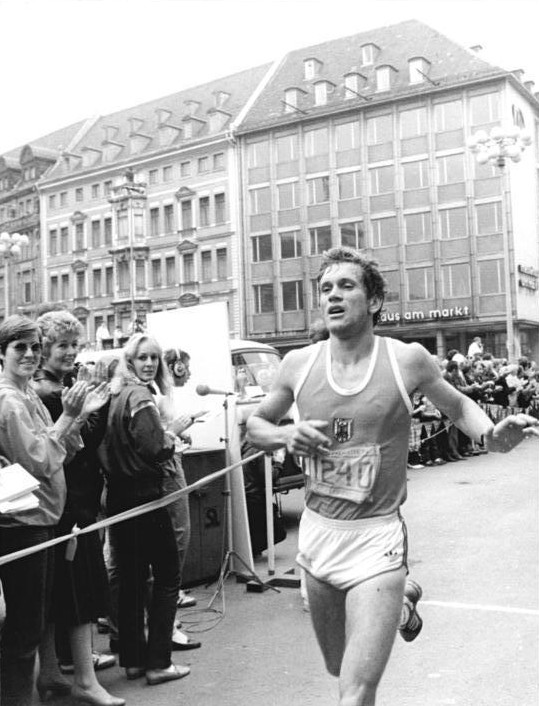
Jörg Peter, DDR – Platz 17

30. August 1986, 17:00 Uhr
| Platz | Athlet                | Nation         | Zeit (h)   |
| ----- | --------------------- | -------------- | ---------- |
|       | Gelindo Bordin        | Italien        | 2:10:54 CR |
|       | Orlando Pizzolato     | Italien        | 2:10:57    |
|       | Herbert Steffny       | BR Deutschland | 2:11:30    |
| 04    | Ralf Salzmann         | BR Deutschland | 2:11:41    |
| 05    | Hugh Jones            | Großbritannien | 2:11:49    |
| 06    | Gerard Nijboer        | Niederlande    | 2:12:46    |
| 07    | Jacques Lefrand       | Frankreich     | 2:12:53    |
| 08    | Antoni Niemczak       | Polen          | 2:13:04    |
| 09    | Kjell-Erik Ståhl      | Schweden       | 2:13:14    |
| 10    | Dirk Vanderherten     | Belgien        | 2:13:29    |
| 11    | Alex Gonzalez         | Frankreich     | 2:13:36    |
| 12    | Wiktor Sawicki        | Polen          | 2:15:16    |
| 13    | Gianni Poli           | Italien        | 2:15:25    |
| 14    | Tomislav Ašković      | Jugoslawien    | 2:15:27    |
| 15    | Jerzy Skarżyński      | Polen          | 2:16:40    |
| 16    | Richard Hooper        | Irland         | 2:17:45    |
| 17    | Jörg Peter            | DDR            | 2:18:05    |
| 18    | Pär Wallin            | Schweden       | 2:19:28    |
| 19    | Peter Lyrenmann       | Schweiz        | 2:19:49    |
| 20    | Steve Jones           | Großbritannien | 2:22:12    |
| 21    | István Kerékjártó     | Ungarn         | 2:22:46    |
| DNF   | Allister Hutton       | Großbritannien |            |
| DNF   | Freddy Vandervennet   | Belgien        |            |
| DNF   | Henrik Sandstrom      | Finnland       |            |
| DNF   | Santiago de la Parte  | Spanien        |            |
| DNF   | Svend-Erik Kristensen | Dänemark       |            |
| DNF   | Michael Heilmann      | DDR            |            |
| DNF   | Jouni Kortelainen     | Finnland       |            |

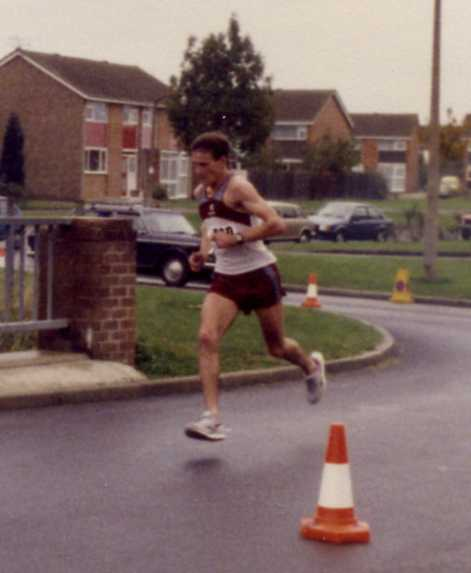
Steve Jones – Platz 20
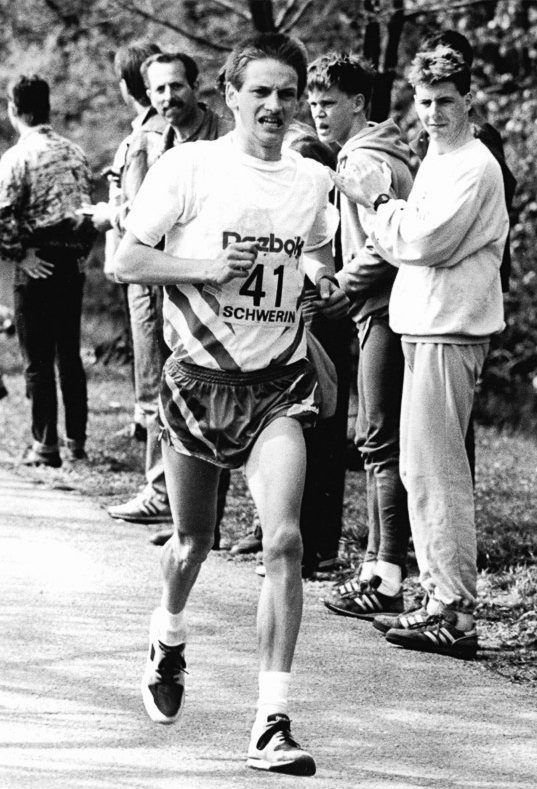
Michael Heilmann – Rennen nicht beendet